# Korsimoro
Korsimoro – miasto w Burkinie Faso, w Prowincji Sanmatenga. Według danych szacunkowych na rok 2010 liczy 16 867 mieszkańców.